# Blacus macrocephalus
Blacus macrocephalus är en stekelart som beskrevs av Van Achterberg 1988. Blacus macrocephalus ingår i släktet Blacus och familjen bracksteklar. Inga underarter finns listade.